# Peter Etzer
Peter Apolonius Etzer (* 27. Mai 1944 in Zell am See, Salzburg) ist ein österreichischer Maler und Grafiker.

## Leben
Peter Etzer lebt und arbeitet in seinem Heimatort Zell am See.

## Werke
Seine Werke, vor allem Darstellungen österreichischer Landschaften, sind geprägt von Künstlern des Impressionismus wie Georges Seurat oder Paul Cézanne. Charakteristisch für seine Bilder ist die intensive Farbgebung und seine pointilistische Technik die Farben aufzutragen. Peter Etzer signiert seine Bilder mit PAE. Seine Werke werden in Galerien in Wien und San Francisco sowie seit 1991 in zahlreichen Ausstellungen präsentiert.